# Venejärvi (Karesuando socken, Lappland)
Venejärvi är en sjö i Kiruna kommun i Lappland och ingår i Torneälvens huvudavrinningsområde. Sjön har en area på 1,21 kvadratkilometer och ligger 439 meter över havet.

## Delavrinningsområde
Venejärvi ingår i det delavrinningsområde (757696-177770) som SMHI kallar för Utloppet av Venejärvi. Medelhöjden är 457 meter över havet och ytan är 5,08 kvadratkilometer. Det finns inga avrinningsområden uppströms utan avrinningsområdet är högsta punkten. Vattendraget som avvattnar avrinningsområdet har biflödesordning 5, vilket innebär att vattnet flödar genom totalt 5 vattendrag innan det når havet efter 420 kilometer. Avrinningsområdet består mestadels av skog (68 procent). Avrinningsområdet har 1,21 kvadratkilometer vattenytor vilket ger det en sjöprocent på 23,9 procent.